# Anno Mundi
Anno Mundi (latinsko: v letu sveta; okrajšano z AM) je letnica, s katero židovski kronologi po rabinskih izračunih označujejo leto, oddaljeno od leta »stvaritve sveta«. 
Od devetega stoletja n. š. se pojavljajo različni datumi med 3762 pr. n. št. in 3758 pr. n. š., ki jih judovski učenjaki navajajo kot leto stvaritve, toda v glavnem je zdaj v judaizmu priznan točen datum: 7. oktober, 3761 pr. n. š. Ključni datumi, ki bi tem kalkulacijam lahko jamčili, so negotovi. Rabini so za izračune uporabljali genealogijo v Genezi, da bi ugotovili datum stvaritve in ga nato prišteli k izračunom, koliko časa je preteklo od obdobja Geneze. Navkljub negotovostim veliko Židov uporablja ta sistem datiranja kot znak navezanosti na tradicijo.